# Klosterbibliothek Polling
Die ehemalige Klosterbibliothek Polling war einst die zweitgrößte Bibliothek in Bayern, nach der Münchner Hofbibliothek. Sie gehörte zum Kloster Polling und wurde während der Säkularisation in Bayern aufgelöst. Um 1631 war der Bestand noch relativ klein und hauptsächlich aus der Bereich der Theologie. Die größten Zuwachsraten des Bestandes waren unter der Verantwortung des Propstes Franz Töpsl, während des Zeitalters Aufklärung zu verzeichnen. Vor Probst Töpsl waren 20.000 Bände im Bestand. Ein großer Anteil des Bestandes, rund 30.000 von 80.000 Bänden, ging im Wesentlichen in die heutige Bayerische Staatsbibliothek und die Universitätsbibliothek Ingolstadt ein. Hierzu gehörten unter anderem 653 Handschriften und 1394 Inkunabeln.127,5 Zentner wurden für 85 fl. zum einstampfen gegeben, der Rest als Makulatur veräußert.
Der eindrucksvolle Bibliothekssaal, erbaut unter Propst Töpsel, wird heute für Konzerte und Veranstaltungen genutzt. Von 1776 bis 1778 fand der Bau dieses Bibliothekgebäudes statt. Baumeister des Gebäudes war Matthias Bader, die Deckenfresken malte Johann Baader und der Stuck stammt von Tassilo Zöpf. Nach der Säkularisation, etwa um 1814, kaufte die Familie Streicher das Gebäude, die den großen Saal als Lagerraum verwendete. Während des Zweiten Weltkriegs lagerten hier rund 800 teils sehr wertvolle Bilder aus der Bayerischen Staatsgemäldesammlung. Im November 1971 gründeten Mitglieder des Rotary Clubs Weilheim einen Verein, um den Bibliothekssaal zu renovieren und für die Öffentlichkeit verfügbar zu machen. Seit 1975 wird der Saal regelmäßig für klassische Konzertveranstaltungen genutzt, es fanden bereits mehrere hundert Konzerte statt.